# Battlestar Galactica (2004)
Battlestar Galactica (2004) is een sciencefiction-televisieserie gemaakt door Ronald D. Moore. De serie is een remake van de gelijknamige serie uit 1978, en werd voor het eerst uitgezonden op 18 oktober 2004 in het Verenigd Koninkrijk en Ierland op Sky One, en op 14 januari 2005 in de Verenigde Staten en Canada op Sci Fi Channel.
In Nederland werden de uitzendingen van Battlestar Galactica verzorgd door Veronica. In België werd de serie uitgezonden door VT4. Vanaf 31 mei 2007 werd de serie in beide landen op Syfy Universal uitgezonden, maar toen deze op 1 juli 2016 werd stopgezet stopte dus ook deze uitzendingen.

## Achtergrond

### Miniserie (2003)
De serie werd geïntroduceerd met een twee afleveringen tellende miniserie. Deze miniserie liep in totaal 3 uur, en wordt gezien als de pilotaflevering.

### Reacties
De reïncarnatie van Battlestar Galactica kan rekenen op veel positieve kritieken, zo riepen in 2006 vooraanstaande bladen als Time Magazine en Rolling Stone Battlestar Galactica uit tot beste televisieserie over heel 2005. Daarnaast wordt Battlestar Galactica ook geprezen door The New York Times, The National Review, The New Yorker, The San Francisco Chronicle en The Chicago Tribune.
Naast deze positieve kritieken slaagde Battlestar Galactica er in 2006 in een prestigieuze Peabody Award in de wacht te slepen voor excellence in television, ook won Battlestar Galactica een Hugo Award, Leo Award, Saturn Award en twee VES Awards (Visual Effects Society). Daarnaast is de serie genomineerd voor negen Emmy Awards.
Ondanks deze positieve kritieken had Battlestar Galactica in de Verenigde Staten te maken met sterk dalende kijkcijfers in het derde seizoen. Als reden hiervoor wordt vaak gewezen naar het besluit van Sci Fi Channel in 2006 om de vrijdagavond line-up van Stargate SG-1, Stargate Atlantis en Battlestar Galactica uit elkaar te halen. Voor alle drie de series heeft dit nadelige gevolgen gehad.
Daar tegenover staat het succes van de dvd verkopen en de iTunes uitzendingen van Battlestar Galactica, verkrijgbaar een dag na de reguliere uitzending op Sci Fi Channel.

### Veranderingen ten opzichte van de originele serie
Er is een aantal vrij drastische veranderingen ten opzichte van de gelijknamige serie van 1978. Zowel de personages Boomer als Starbuck zijn nu vrouwen. Bovendien is Boomer eigenlijk een Cylon in menselijke gedaante. De als mens uitziende cylons spelen een bijzonder belangrijke rol. Een blonde zeer verleidelijke vrouw verleidt Baltar bijvoorbeeld tot het plegen van verraad. Omdat er meerdere exemplaren van deze vrouwelijke cylons bestaan is Boomer ook te zien als de metgezellin van een op bezet Caprica achtergebleven Koloniale Piloot. Een grote rol is weggelegd voor de enige overlevende onderminister van de oude regering die ingehuldigd wordt als de nieuwe President Laura Roslin.
De serie is spannender dan de oorspronkelijke serie en doet duidelijk een poging aan te leunen bij de Amerikaanse psychologie van na 9/11. Overal kunnen verraders schuilgaan en achterdocht is het hoogste gebod. Verder ontbreekt een groot deel van de speelse humor die de oorspronkelijke serie tot een succes maakte. Adama is niet langer een soort vaderfiguur maar eerder een typische 'tough guy' die over lijken gaat. Als er een verloren gewaand schip met vluchtelingen weer opduikt wordt het op verdenking van cylon-infiltratie vernietigd en verklaart Adama dat zoiets in oorlog nu eenmaal nodig is. De vergelijking met het mogelijk neerschieten van gekaapte passagiersvliegtuigen ligt voor de hand.
Opmerkelijk detail in de bezetting van de nieuwe serie, is dat Richard Hatch (die Captain Apollo speelde in de originele serie uit 1978) opnieuw zijn opwachting maakt. Dit keer speelt hij de terugkerende gastrol van Tom Zarek, een politiek activist die terroristische methoden niet schuwt. Nog pikanter is het feit dat Hatch al enige tijd leurde met een plan om de originele serie nieuw leven in te blazen met nieuwe afleveringen, voordat hij rechts werd ingehaald door de 're-imagined' versie van Ronald D. Moore.

### Hedendaagse referenties
Deze reeks van Battlestar Galactica bevat veel verwijzingen naar de huidige globale geopolitieke situatie. Zo zijn in de eerste reeks veel vooral psychologische elementen verweven die verwijzen naar de post-9/11 verwerking in de Amerikaanse maatschappij. Naarmate de reeks vordert klinken ook maatschappijkritische geluiden op, dit in parallel met de kritiek die in de Amerikaanse maatschappij groeit op de politieke klasse en de situatie in Irak. Zo gebruiken de rebellen het middel van zelfmoordterroristen om de Cylons, meer bepaald de politie-eenheden die gerekruteerd worden onder de mensheid, aan te vallen. Dit middel wordt door sommigen als een noodzakelijk kwaad gezien, terwijl andere rebellen dit categoriek afwijzen. De sterkste verwijzing naar de huidige Amerikaanse politiek kan gevonden worden in het feit dat de president Roslin resoluut de executie van verraders zonder gerechtelijk proces afwijst eenmaal de mensheid ontsnapt is van de Cylon-geoccupeerde planeet (seizoen 3, aflevering 5). Dit lijkt een directe kritiek op de Amerikaanse behandeling van terroristen in bijvoorbeeld Guantánamo Bay.

## Verhaallijnen

### Algemeen
De serie wijkt ingrijpend af van de verhaallijn van het origineel. De miniserie begint met een korte introductie waarin wordt uitgelegd dat de mensen van de 12 koloniën de Cylons hebben gemaakt, en dat de Cylons in opstand zijn gekomen tegen hun vroegere meesters. Een bloedige oorlog volgt, maar uiteindelijk wordt er een wapenstilstand gesloten en de Cylons verdwijnen naar een andere planeet. Er wordt een ruimtestation gebouwd in neutraal gebied waar mensen en de Cylons elkaar een keer per jaar kunnen ontmoeten om diplomatieke betrekkingen te openen. De Cylons komen echter nooit opdagen. Op het moment dat de serie begint, is het veertig jaar geleden dat de mensheid een laatste teken van leven van de Cylons heeft vernomen...
De Cylons komen aan het begin van de miniseries wel terug. De robots uit 1978 hebben in deze serie plaatsgemaakt voor veel vervaarlijker uitziende centurions, en ook de Raiders en Base Ships van weleer zijn geüpgraded naar veel angstaanjagender versies. Maar de meest opmerkelijke ontwikkeling die de Cylons hebben doorgemaakt is het feit dat het ze is gelukt om zichzelf te herscheppen in het evenbeeld van de mens. Desondanks kwam in Galactica 1980, het vervolg op de serie uit 1978, al in twee afleveringen zo'n soort Cylon voor. Deze Cylons zijn van vlees en bloed, en zijn zich er in sommige gevallen niet eens van bewust dat ze niet menselijk zijn. Er zijn slechts twaalf modellen en van elk model lopen er meerdere kopieën rond. Als een van deze kopieën sterft, dan wordt zijn of haar bewustzijn gedownload naar een nieuw lichaam in een speciaal reïncarnatieruimteschip. Elke kopie behoudt alle herinneringen en ervaringen van zijn/haar gestorven voorgang(st)er. Deze de facto onsterfelijkheid maakt van de Cylons een geduchte vijand voor de minder dan vijftigduizend overlevende mensen van de Holocaust die de Cylons in de miniserie aanrichten. Deze Holocaust kon overigens überhaupt plaatsvinden doordat de niet van echte mensen te onderscheiden Cylons het defensienetwerk van de 12 Koloniën hebben geïnfiltreerd en platgelegd.
Onder druk van de nieuwe president Laura Roslin, verzamelt Commander Adama een vloot ruimteschepen die aan de vernietiging ontsnapt zijn. Onder bescherming van de Galactica zetten ze koers naar Aarde, de dertiende kolonie die in de oude teksten wordt vermeld. Probleem is dat niemand weet waar Aarde is.

### Eerste seizoen (2004 - 2005)
Het eerste seizoen begint waar de miniserie stopt. De overlevenden van de aanval op de 12 koloniën vluchten. Tijdens hun vlucht, waarbij ze achtervolgd worden door de Cylons, lopen ze tegen diverse obstakels op. Van buitenaf en van binnen de vloot. Adama ontdekt dat Cylons de techniek hebben ontwikkeld om een menselijke vorm te creëren. Aan het einde van het seizoen bereiken ze een planeet uit de geschriften: Kobol. Roslin wil op Kobol de weg naar Aarde vinden. Ze heeft daarvoor de pijl van Athena nodig. Ze stuurt Starbuck naar Caprica om de pijl te halen.

### Tweede seizoen (2005 - 2006)
Het tweede seizoen pakt de draad op waar deze is achtergelaten in het eerste seizoen. Er heerst een chaos binnen de vloot van de overlevenden. Starbuck komt terug van Caprica. Cylons, ontdekking van de Pegasus, Baltars politieke opkomst, Cylon-sympathisanten, profetieën, de weg naar Aarde en andere problemen zijn kenmerkend voor het seizoen. Tegen het einde van het seizoen keert Starbuck terug naar Caprica om daar een groep overlevenden op te halen. Vice-president Baltar besluit het tegen president Roslin op te nemen. In eerste instantie maakt hij geen kans, tot de ontdekking van een nieuwe en bewoonbare planeet. Baltar wordt verkozen, omdat hij besluit op de planeet 'New Caprica' te gaan wonen.

### Derde seizoen (2006 - 2007)
Vier maanden zijn verstreken sinds het einde van seizoen 2. New Caprica wordt bezet door de Cylons, hoewel het dagelijks gezag nog altijd in handen is van de Colonial Government blijkt President Gaius Baltar vrijwel vleugellam te zijn; de Cylons maken de dienst uit. En daar lijkt Baltar geen probleem mee te hebben.
Een ondergronds verzet vormt zich op New Caprica onder leiding van Colonel Tigh en met goedkeuring van Laura Roslin. Zelfmoordaanslagen zijn aan de orde van de dag en langzaam begint het tot de Cylons door te dringen dat zij geen grip meer hebben op de situatie.
Als reactie op deze aanslagen beginnen de Cylons colonials te fusilleren waarvan het vermoeden bestaat dat ze iets te maken hebben met het verzet.
Ondertussen zijn de Battlestar Galactica en de Battlestar Pegasus onder leiding van Admiraal Adama in een onmogelijke situatie beland. Beide schepen zijn voorzien van slechts een minimumaantal manschappen en het moreel is laag.
De Cylons hebben een enorme klap uitgedeeld door New Caprica te bezetten en de kans op een succesvolle reddingsmissie lijkt erg klein.

### Vierde seizoen (2007 - 2009)
Sci Fi Channel kondigde op 22 maart 2007 aan dat het vierde seizoen van Battlestar Galactica uit 22 afleveringen zou bestaan. De productie ging in mei 2007 van start, en de eerste aflevering werd 4 april 2008 uitgezonden worden op de Amerikaanse televisie. Door de staking van de schrijvers in Hollywood, echter, is er een ruimte van enkele maanden gekomen tussen de productie van aflevering 10 en het vervolg. Het schrijven is later echter terug hervat, zodat de resterende afleveringen alsnog zullen uitgezonden worden begin 2009.
Tevens werd er in het vierde kwartaal van 2007 een twee uur durende aflevering, met de naam Razor uitgezonden. Deze is ook apart op dvd beschikbaar. Razor speelt zich af op de Battlestar Pegasus en handelt over de ontsnapping aan de Cylons tijdens de aanval op de koloniën, over de tijd die Pegasus doorbrengt bij de vloot met Galactica en zelfs over de eerste Cylon oorlog.
In de loop van seizoen 4 sluit een deel van de cylons een alliantie met de mensen vanwege onderlinge conflicten binnen de cylongemeenschap. Aan het eind van seizoen 4 leidt een weer tot leven gebrachte Kara Thrace de laatste mensen en cylons naar de aarde. Dit is echter niet dezelfde aarde die de overlevenden oorspronkelijk zochten, maar een nieuwe. Op deze nieuwe aarde leeft reeds een vroeg ras van mensen, dat genetisch gelijk is aan de mensen van de Battlestar Galactica. De mensen en cylons besluiten op deze planeet te blijven en alle technologie af te zweren door deze naar de zon te sturen. Zodoende worden de overlevenden van de Battlestar Galactica de voorouders van de hedendaagse mensheid en blijkt dat de serie zich al die tijd in een ver verleden afspeelde in plaats van de toekomst.

## Andere media
- Battlestar Galactica: The Resistance: een internetserie bestaat uit tien webisodes van om en nabij vijf minuten per aflevering. De serie vertelt het verhaal van het verzet onder leiding van Chief Tyrol en Colonel Tigh op New Caprica na de invasie door de Cylons. De eerste aflevering verscheen online op 5 september 2006 en de laatste aflevering kwam online op 5 oktober 2006.
- Battlestar Galactica: Razor Flashbacks: een internetserie bestaat uit zeven webisodes van om en nabij vijf minuten per aflevering. De serie vertelt het verhaal van William Adama tijdens de eerste Cylonoorlog. De eerste aflevering verscheen online op 5 oktober 2007 en de laatste aflevering kwam online op 16 november 2007.
- Battlestar Galactica: Razor: een televisiefilm die 101 minuten duurt. De film vertelt het verhaal van Lee Adama's eerste dagen als admiraal van de Pegasus. De film verscheen op 24 november 2007.
- Battlestar Galactica: The Face of the Enemy: een internetserie bestaat uit tien webisodes van om en nabij vijf minuten per aflevering. De serie vertelt het verhaal van Luitenant Gaeta die samen met enkele anderen op weg is naar een ander schip in de vloot, maar door chaos de vloot kwijtspeelt. De eerste aflevering verscheen online op 12 december 2008 en de laatste aflevering kwam online op 12 januari 2009.
- Battlestar Galactica: The Plan: een televisiefilm die 112 minuten duurt. De film vertelt het zelfde verhaal als de serie, maar bekijkt de gebeurtenissen vanuit de ogen van de Cylons, in tegenstelling tot alle andere series en films die vanuit de ogen van de mensen kijken. De film verscheen op 27 oktober 2009.
- Battlestar Galactica: Blood & Chrome: een internetserie bestaat uit tien webisodes van om en nabij tien minuten per aflevering. De serie vertelt het verhaal van de eerste dagen van William Adama bij de Koloniale vloot. De eerste aflevering verscheen online op 9 november 2012 en de laatste aflevering kwam online op 7 december 2012.
- Battlestar Galactica: Blood & Chrome: een televisiefilm die 120 minuten duurt. De film vertelt vrijwel het zelfde verhaal als de gelijknamige miniserie, met enkele kleine aanpassingen. De film verscheen op 10 februari 2013.

## Spin-offs
Op 27 april 2006 maakte Sci Fi Channel bekend dat een prequel spin-off van BSG in de maak was. Deze serie heet Caprica. Het verhaal van deze serie speelt zich zo’n 50 jaar voor aanvang van de BSG af, en focust zich op de Eerste Cylonoorlog.

## Cast

### Hoofdpersonages
| Acteur             | Personage                     | Bijnaam             | Aantal afleveringen | Aantal afleveringen | Aantal afleveringen | Aantal afleveringen |
| Acteur             | Personage                     | Bijnaam             | Seizoen 1           | Seizoen 2           | Seizoen 3           | Seizoen 4           |
| ------------------ | ----------------------------- | ------------------- | ------------------- | ------------------- | ------------------- | ------------------- |
| Edward James Olmos | William "Bill" Adama          | Husker, The old man | 13                  | 20                  | 20                  | 20                  |
| Mary McDonnell     | Laura Roslin                  |                     | 13                  | 20                  | 20                  | 20                  |
| Katee Sackhoff     | Kara Thrace                   | Starbuck            | 13                  | 20                  | 18                  | 20                  |
| Jamie Bamber       | Lee Adama                     | Apollo              | 13                  | 20                  | 20                  | 20                  |
| James Callis       | Gaius Baltar                  | Doc (S1)            | 13                  | 20                  | 20                  | 20                  |
| Tricia Helfer      | Number Six (Caprica Six)      |                     | 13                  | 20                  | 20                  | 20                  |
| Grace Park         | Number Eight (Sharon Valerii) | Boomer Athena       | 13                  | 20                  | 20                  | 20                  |
| Michael Hogan      | Saul Tigh                     | Curl                | 13                  | 20                  | 18                  | 18                  |
| Aaron Douglas      | Galen Tyrol                   | Chief               | 13                  | 17                  | 20                  | 16                  |
| Tahmoh Penikett    | Karl Agathon                  | Helo                | 13                  | 17                  | 18                  | 16                  |
| Michael Trucco     | Samuel Anders                 | Longshot            | -                   | 6                   | 13                  | 17                  |
| Nicki Clyne        | Cally Tyrol                   |                     | 9                   | 12                  | 14                  | 1                   |
| Alessandro Juliani | Felix Gaeta                   |                     | 11                  | 18                  | 19                  | 12                  |
| Kandyse McClure    | Anastasia Dualla              | Dee                 | 12                  | 19                  | 17                  | 6                   |

### Nevenpersonages
| Acteur              | Personage                   | Bijnaam   | Aantal afleveringen | Aantal afleveringen | Aantal afleveringen | Aantal afleveringen |
| Acteur              | Personage                   | Bijnaam   | Seizoen 1           | Seizoen 2           | Seizoen 3           | Seizoen 4           |
| ------------------- | --------------------------- | --------- | ------------------- | ------------------- | ------------------- | ------------------- |
| Rekha Sharma        | Tory Foster                 |           | -                   | 4                   | 10                  | 17                  |
| Kate Vernon         | Ellen Tigh                  |           | 2                   | 7                   | 5                   | 9                   |
| Donnelly Rhodes     | Sherman Cottle              |           | 5                   | 11                  | 8                   | 12                  |
| Richard Hatch       | Tom Zarek                   |           | 2                   | 9                   | 5                   | 6                   |
| Dean Stockwell      | Number One (John Cavil)     |           | -                   | 2                   | 5                   | 7                   |
| Callum Keith Rennie | Number Two (Leoben Conoy)   |           | 1                   | 1                   | 9                   | 9                   |
| Lucy Lawless        | Number Three (D'Anna Biers) |           | -                   | 2                   | 11                  | 3                   |
| Rick Worthy         | Number Four (Simon O'Neill) |           | -                   | 1                   | 4                   | 3                   |
| Matthew Bennett     | Number Five (Aaron Doral)   |           | 4                   | 3                   | 7                   | 4                   |
| Bodie Olmos         | Brendan Costanza            | Hot Dog   | 5                   | 8                   | 9                   | 14                  |
| Leah Cairns         | Margaret Edmondson          | Racetrack | 1                   | 10                  | 14                  | 9                   |
| Paul Campbell       | Billy Keikeya               |           | 13                  | 12                  | -                   | -                   |
| Jen Halley          | Diana Seelix                | Hardball  | 2                   | 4                   | 6                   | 10                  |
| Brad Dryborough     | Louis Hoshi                 |           | -                   | 3                   | 7                   | 9                   |
| Luciana Carro       | Louanne Katraine            | Kat       | 2                   | 8                   | 8                   | -                   |
| Sam Witwer          | Alex Quartararo             | Crashdown | 8                   | 3                   | -                   | -                   |
| Mark Sheppard       | Romo Lampkin                |           | -                   | -                   | 3                   | 3                   |
| Dominic Zamprogna   | James Lyman                 | Jammer    | 1                   | 3                   | 6                   | -                   |
| Christian Tessier   | Tucker Clellan              | Duck      | -                   | 3                   | 2                   | -                   |